# Ефект червоних очей

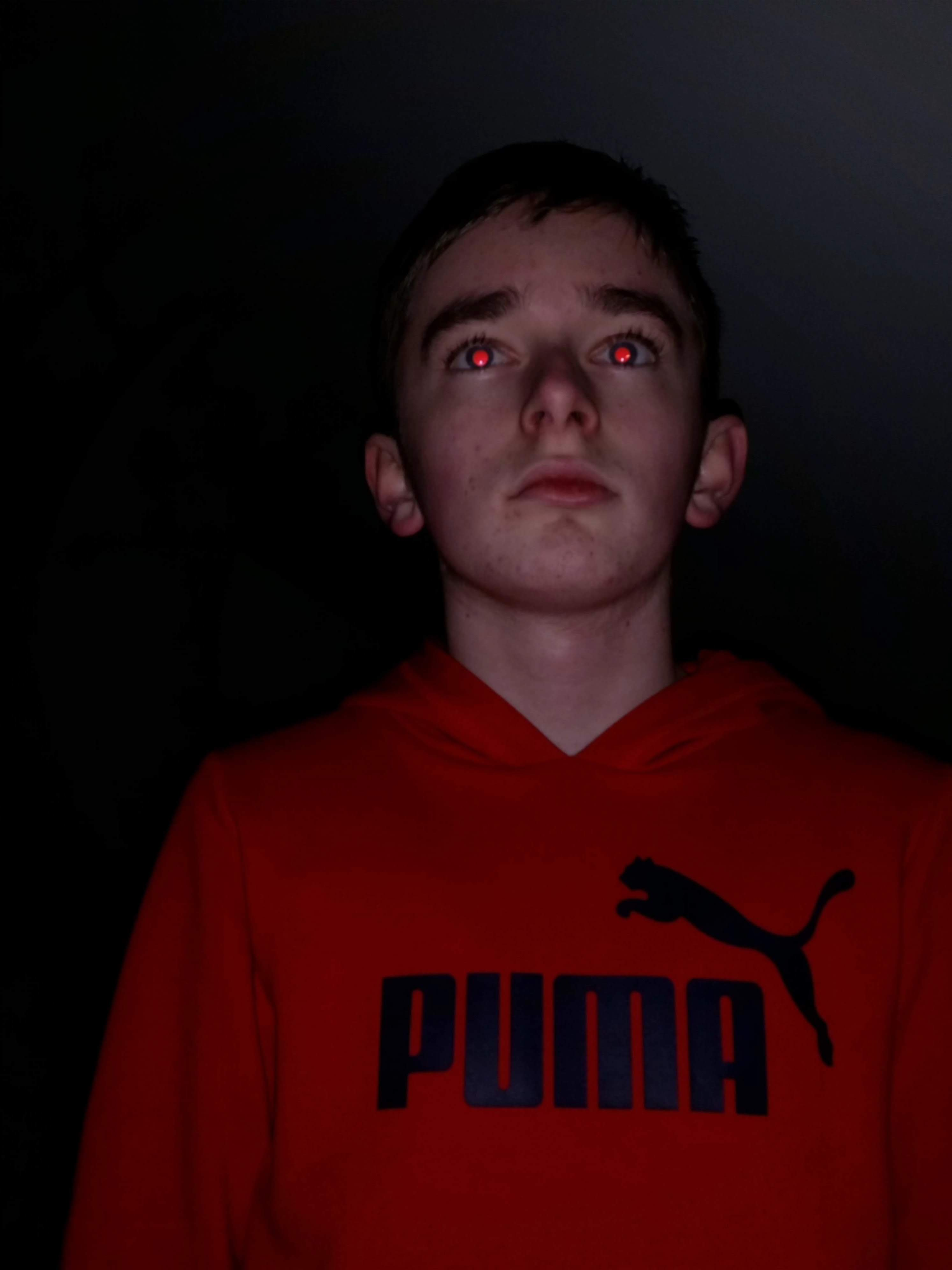
червоні очі у підлітків

Ефект червоних очей — це поширене явище появи червоних зіниць на кольорових фотографіях очей людей і деяких тварин. Це відбувається при використанні фотоспалаху, який розташований дуже близько до об'єктива камери (як у більшості компактних фотоапаратів) за умов слабкого освітлення.